# Disneymania 3
DisneyMania 3 – trzeci z serii płyt DisneyMania. Płyta została wydana 15 lutego 2005 roku, a niedługo po wydaniu osiągnęła status złotej.

## Lista utworów
1. Raven-Symoné - "Under the Sea" (Mała Syrenka)
2. Jump5 - "Hawaiian Roller Coaster Ride" (Lilo i Stich)
3. Jessica Simpson & Nick Lachey - "A Whole New World" (Aladyn)
4. Fan 3 - "It's a Small World" (Rapmania! Mix)
5. Bowling for Soup - "The Bare Necessities" (Księga dżungli)
6. The Cheetah Girls - "I Won't Say I'm In Love" (Herkules)
7. Aly & AJ - "Zip-a-Dee-Doo-Dah" (Song of the South)
8. Vitamin C - "Kiss the Girl" (Mała Syrenka)
9. Skye Sweetnam - "Part of Your World" (Mała Syrenka)
10. Christy Carlson Romano - "Colors of the Wind" (Pocahontas)
11. Clay Aiken - "Proud of Your Boy" (Aladyn)
12. Everlife - "Strangers Like Me" (Tarzan)
13. Kimberley Locke - "A Dream Is a Wish Your Heart Makes" (Kopciuszek)
14. Lalaine - "Cruella De Vil" (101 dalmatyńczyków)
15. Jesse McCartney - "When You Wish Upon a Star" (Pinokio)

## Single
1. "Under the Sea" Raven-Symoné
2. "A Whole New World" Jessica Simpson & Nick Lachey
3. "I Won't Say" The Cheetah Girls
4. "Zip-A-Dee-Doo-Dah" Aly & AJ
5. "Cruella De Vil" Lalaine
6. "Hawaiian Roller Coaster Ride" Jump5

## Teledyski
1. "Under the sea" Raven-Symoné
2. "Hawaiian roller coaster ride" Jump5
3. "A whole new world" Jessica Simpson & Nick Lachey
4. "Part of your world" Skye Sweetnam
5. "Proud of your boy" Clay Aiken